# Kecamatan Galang (distrikt i Indonesien, Sulawesi Tengah)
Kecamatan Galang är ett distrikt i Indonesien.   Det ligger i provinsen Sulawesi Tengah, i den norra delen av landet, 1 800 km nordost om huvudstaden Jakarta.